# Зератул
Зератул е герой от вселената на Starcraft. Той има същата съдба, както всички останали тъмни тамплиери. Преди много време той е прогонен от Аюр за това, че е отказал да признае Просветлението на Кала. Оттогава Зератул таи дълбоко в себе си омраза към Конклава и джудикейторската каста, които са отговорни за неговото изгнание. Той е горд и благороден по душа, но е белязан с тъмна и трагична аура. Въпреки че е потаен и пресметлив, Зератул е изключително лоялен и би рискувал всичко, за да защити отдавна изгубения си роден свят. След падането на Аюр и смъртта на Тассадар върху Зератул се стоварва тежката задача, да обедини тамплиерите и тъмните тамплиери.